# Мадлен Онне
Мадлен Онне (швед. Madeleine Onne; нар. 9 вересня 1960, Стокгольм, Швеція) — шведська балерина, хореограф, директор і художній керівник Фінського національного балету (з 2018).

## Біографія
У 1978 році була зарахована в балетну трупу Шведської королівської опери, а 1984 року стала примою театру. 1999 року нагороджена державною нагородою Швеції медаллю Літератури та мистецтв.
Продовжувала кар'єру балерини до 2002 року, коли обрана директором Шведського королівського балету. На цій посаді залишалася до 2008 року, коли була обрана директором Гонконзького балету (2009-2017).
У 2012 році у складі суддівської колегії Міжнародного конкурсу балету у Гельсінкі.
У 2017 році викладала в Х'юстонській балетній академії.
У вересні 2017 року її кандидатура була представлена як новий директор і художнього керівника Фінського національного балету. З серпня 2018 року розпочала виконувати свої нові обов'язки.